# Sansibia lineata
Sansibia lineata is een zachte koraalsoort uit de familie Xeniidae. De koraalsoort komt uit het geslacht Sansibia. Sansibia lineata werd in 1855 voor het eerst wetenschappelijk beschreven door Stimpson. 